# Siren: Blood Curse
Siren: Blood Curse (littéralement « Sirène : Malédiction du sang »), appelé Siren: New Translation au Japon, est un jeu vidéo d'action-aventure développé par SCE Japan Studio, sorti en 2008 sur PlayStation 3.
Le jeu fait partie de la série Forbidden Siren.
Siren: Blood Curse est un survival horror. Le joueur incarne tour à tour les membres d'une équipe de reportage télévisée américaine pris au piège d'un cauchemar dans un village reculé japonais. L'histoire débute quatre années après les évènements de premier opus et offre un regard complémentaire sur l'histoire du village d'Hanuda en mettant en avant des individus non-japonais. Le jeu est découpé en 12 chapitres et est proposé à la fois en téléchargement sur le PlayStation Network et sur support Blu-ray.

## Synopsis
2 août 2007. Une équipe de télévision américaine est en reportage dans une région reculée japonaise. Elle réalise un documentaire sur le village d'Hanuda, disparu en août 1976 après un glissement de terrain. La nuit tombée, elle assiste à une cérémonie sacrificielle qui est brusquement interrompue par un jeune homme. Minuit. Une sirène hurle par delà la vallée : le village maudit réapparaît au milieu d'un océan rouge sang, hanté par des morts-vivants…

## Système de jeu
Le gameplay de Siren: Blood Curse s'inscrit dans la continuité des précédents épisodes. L'aventure se veut plus accessible en proposant une jouabilité assouplie et une progression davantage guidée (présence d'indices, description des sous-objectifs, carte des lieux étoffée).
Chaque épisode est découpé en deux ou trois chapitres jouables. Le but d'un chapitre est généralement de déplacer le personnage d'un point à un autre — souvent dans des conditions de visibilité réduite et parfois accompagné — en accomplissant différents sous-objectifs (actions données, recherche d'objets, résolutions d'énigmes), et en évitant ou en éliminant les Shibitos (morts-vivants) qui se présentent en chemin. La nature des missions est très variable selon le personnage incarné et le lieu traversé. Il y a sept personnages jouables au total.
Le jeu propose 50 armes au total, principalement contondantes et de fortune (bouteille, poêle à frire, thermos, guitare…). Des feux de détresse (pour aveugler les shibitos) et des pièges peuvent également être utilisés. Le système de Vision, qui permet au personnage de voir à travers les yeux des ennemis et des alliés, ou de se remémorer des souvenirs, est remanié. Le champ de vision tiers vient désormais s'ajouter à l'écran principal, par écran splité, et il est possible de déplacer le personnage simultanément. Lorsque le personnage est repéré, la Vision se déclenche automatiquement (point de vue du poursuivant) et l'écran est altéré par divers effets graphiques.
La narration se déroule de manière plus classique qu'à l'accoutumée (abstraction faite des éléments spatiaux-temporels paranormaux inhérents à l'histoire). La recherche et le décryptage des archives demeurent essentiel à la compréhension du récit. Il y en a une cinquantaine disséminées dans le jeu (écrit, illustration, bande-sonore, vidéo). Les épisodes reprennent les codes des séries télévisées : ils sont introduits par un bref résumé du précédent épisode et se conclut par un teaser de l'épisode à suivre.

## Univers de jeu

### Personnages
- Miyako, 16 ans, adolescente originaire d'Hanuda
- Howard Wright, 18 ans, né le 30 juillet 1989, étudiant
- Sol Jackson, 36 ans, réalisateur
- Sam Monroe, 37 ans, professeur d'anthropologie culturelle
- Melissa Gale, 34 ans, née le 18 mai 1973, reporter, ex-femme de Sam Monroe
- Bella Monroe, 10 ans, fille de Melissa et Sam
- Amana, religieuse
- Seigo Seiga, 30 ans, né le 21 juin 1946, docteur à Hanuda
- Yukie Kobe, infirmière à l'hôpital d'Hanuda
- Shuji Shimada, policier à Hanuda

### Lieux
Siren: Blood Curse promène ses personnages dans une dizaine de lieux au total : Bas-Arato, le Mont Gojaku (mine d'Hanuda), Harayadori (lotissement), Hirasakai (hôpital de Saiga), Karuwari, Tabori (maison d'Ito), Haut-Arato (nid des Shibito), nid des Shibito (le cœur) et l'Inferno.

## Développement
Siren: Blood Curse a été développé par l'équipe « project Siren » de SCE Japan Studio. Le développement a été annoncé en octobre 2006. Les membres-clés de l'équipe ont peu évolué depuis les précédents épisodes. Le jeu est dirigé par Keiichiro Toyama avec un scénario coécrit avec Naoko Sato et Eric Bailey. La direction artistique est assurée par Isao Takahashi, la conception des personnages par Yoshiaki Yamaguchi et la conception des Shibito (et autres créatures) par Miki Takahashi. La musique est composée par Manual of Errors Artists et Hitomi Shimizu avec des performances vocales de Yula Yayoi et de viens, et des textes de Naoko Sato.
Les acteurs Natsuki Okamoto (Miyako), Stephan Fisher (Howard Wright), Jonathan Legg (Sam Monroe), Emma Howard (Melissa Gale), Seiji Hattori (Seigo Saiga), Ryana Crocker (Bella Monroe), Alexis (Amana), Kenny Scott (Sol Jackson), Chiang Limei (Yukie Kobe, voix de Ryoko Sugizaki), Tadashi Shiraishi (Shuji Shimada, voix de Takao Oyama) ont servi de modèles aux personnages (ils prêtent également leur voix, sauf mention contraire).

## Commercialisation
| Média                | Note                |
| -------------------- | ------------------- |
| 1UP.com              | A                   |
| Edge                 | 8 sur 10            |
| Eurogamer            | 8 sur 10            |
| Famitsu              | 9, 9, 9 et 9 sur 10 |
| Joypad               | 16 sur 20           |
| IGN                  | 8.4 sur 10          |
| Jeuxvideo.com        | 15 sur 20           |
| Compilation de notes |                     |
| GameRankings         | 77 sur 100          |
| Metacritic           | 78 sur 100          |

Siren: Blood Curse est le premier titre PlayStation 3 disponible en épisodes distincts à télécharger (29 € au complet, 9 € le pack de trois épisodes). Les 12 épisodes occupent 9.8 Go sur le disque dur et peuvent être téléchargés indépendamment.  Les quatre packs sont nommés L'appel de la sirène, Sans issue, Le nid des démons et La fin n'est que le début. Une version sur support Blu-ray est également sortie au Japon, en Europe (30 €) et en Océanie.
Le jeu reçoit des critiques favorables dans la presse spécialisée. Le magazine britannique Edge note que cet épisode reste axé sur l'atmosphère et l'esthétique mais que des concessions ont été faites pour un style de jeu plus dynamique. Le magazine français Joypad  loue son ambiance unique, son gameplay audacieux et sa forme dynamique, estimant qu'il s'agit d'un produit de luxe pour le PSN, bien qu'hermétique pour le grand public. Le jeu obtient une note moyenne de 77 % dans les médias spécialisés anglophones.